# Isòtops del ruteni
El ruteni (Ru) natural es compon de set isòtops estables. S'han descobert 34 isòtops radioactius, dels quals els més estables són el 106Ru amb un període de semidesintegració de 373,59 dies, el 103Ru amb un període de semidesintegració de 39,26 dies i el 97Ru amb un període de semidesintegració de 2,9 dies.
S'han sintetitzat quinze radioisòtops amb masses atòmiques que varien des de 89,93 u (90Ru) a 114,928 u (115Ru). La majoria d'ells tenen períodes de semidesintegració inferiors a cinc minuts excepte el 95Ru (període de semidesintegració: 1.643 hores) i el 105Ru (període de semidesintegració: 4.44 hores).
El mode de desintegració primari abans l'isòtop més abundant, el 102Ru, és la captura electrònica i després l'emissió beta. El producte de desintegració primari abans del 102Ru és el tecneci i després, el rodi.

Massa atòmica estàndard: 101.07(2) u

## Taula
| Símbol del núclid | Z(p)                | N(n)                | massa isotòpica(u)  | període de semidesintegració | Espín nuclear | composició isotòpics representativa (fracció molar) | rang de variació natural (fracció molar) |
| Símbol del núclid | energia d'excitació | energia d'excitació | energia d'excitació | període de semidesintegració | Espín nuclear | composició isotòpics representativa (fracció molar) | rang de variació natural (fracció molar) |
| ----------------- | ------------------- | ------------------- | ------------------- | ---------------------------- | ------------- | --------------------------------------------------- | ---------------------------------------- |
| 87Ru              | 44                  | 43                  | 86.94918(64)#       | 50# ms [>1.5 µs]             | 1/2-#         |                                                     |                                          |
| 88Ru              | 44                  | 44                  | 87.94026(43)#       | 1.3(3) s [1.2(+3-2) s]       | 0+            |                                                     |                                          |
| 89Ru              | 44                  | 45                  | 88.93611(54)#       | 1.38(11) s                   | (7/2)(+#)     |                                                     |                                          |
| 90Ru              | 44                  | 46                  | 89.92989(32)#       | 11.7(9) s                    | 0+            |                                                     |                                          |
| 91Ru              | 44                  | 47                  | 90.92629(63)#       | 7.9(4) s                     | (9/2+)        |                                                     |                                          |
| 91mRu             | 80(300)# keV        | 80(300)# keV        | 80(300)# keV        | 7.6(8) s                     | (1/2-)        |                                                     |                                          |
| 92Ru              | 44                  | 48                  | 91.92012(32)#       | 3.65(5) min                  | 0+            |                                                     |                                          |
| 93Ru              | 44                  | 49                  | 92.91705(9)         | 59.7(6) s                    | (9/2)+        |                                                     |                                          |
| 93m1Ru            | 734.40(10) keV      | 734.40(10) keV      | 734.40(10) keV      | 10.8(3) s                    | (1/2)-        |                                                     |                                          |
| 93m2Ru            | 2082.6(9) keV       | 2082.6(9) keV       | 2082.6(9) keV       | 2.20(17) µs                  | (21/2)+       |                                                     |                                          |
| 94Ru              | 44                  | 50                  | 93.911360(14)       | 51.8(6) min                  | 0+            |                                                     |                                          |
| 94mRu             | 2644.55(25) keV     | 2644.55(25) keV     | 2644.55(25) keV     | 71(4) µs                     | (8+)          |                                                     |                                          |
| 95Ru              | 44                  | 51                  | 94.910413(13)       | 1.643(14) h                  | 5/2+          |                                                     |                                          |
| 96Ru              | 44                  | 52                  | 95.907598(8)        | ESTABLE [>67E+15 a]          | 0+            | 0.0554(14)                                          |                                          |
| 97Ru              | 44                  | 53                  | 96.907555(9)        | 2.791(4) d                   | 5/2+          |                                                     |                                          |
| 98Ru              | 44                  | 54                  | 97.905287(7)        | ESTABLE                      | 0+            | 0.0187(3)                                           |                                          |
| 99Ru              | 44                  | 55                  | 98.9059393(22)      | ESTABLE                      | 5/2+          | 0.1276(14)                                          |                                          |
| 100Ru             | 44                  | 56                  | 99.9042195(22)      | ESTABLE                      | 0+            | 0.1260(7)                                           |                                          |
| 101Ru             | 44                  | 57                  | 100.9055821(22)     | ESTABLE                      | 5/2+          | 0.1706(2)                                           |                                          |
| 101mRu            | 527.56(10) keV      | 527.56(10) keV      | 527.56(10) keV      | 17.5(4) µs                   | 11/2-         |                                                     |                                          |
| 102Ru             | 44                  | 58                  | 101.9043493(22)     | ESTABLE                      | 0+            | 0.3155(14)                                          |                                          |
| 103Ru             | 44                  | 59                  | 102.9063238(22)     | 39.26(2) d                   | 3/2+          |                                                     |                                          |
| 103mRu            | 238.2(7) keV        | 238.2(7) keV        | 238.2(7) keV        | 1.69(7) ms                   | 11/2-         |                                                     |                                          |
| 104Ru             | 44                  | 60                  | 103.905433(3)       | ESTABLE (TDB)                | 0+            | 0.1862(27)                                          |                                          |
| 105Ru             | 44                  | 61                  | 104.907753(3)       | 4.44(2) h                    | 3/2+          |                                                     |                                          |
| 106Ru             | 44                  | 62                  | 105.907329(8)       | 373.59(15) d                 | 0+            |                                                     |                                          |
| 107Ru             | 44                  | 63                  | 106.90991(13)       | 3.75(5) min                  | (5/2)+        |                                                     |                                          |
| 108Ru             | 44                  | 64                  | 107.91017(12)       | 4.55(5) min                  | 0+            |                                                     |                                          |
| 109Ru             | 44                  | 65                  | 108.91320(7)        | 34.5(10) s                   | (5/2+)#       |                                                     |                                          |
| 110Ru             | 44                  | 66                  | 109.91414(6)        | 11.6(6) s                    | 0+            |                                                     |                                          |
| 111Ru             | 44                  | 67                  | 110.91770(8)        | 2.12(7) s                    | (5/2+)        |                                                     |                                          |
| 112Ru             | 44                  | 68                  | 111.91897(8)        | 1.75(7) s                    | 0+            |                                                     |                                          |
| 113Ru             | 44                  | 69                  | 112.92249(8)        | 0.80(5) s                    | (5/2+)        |                                                     |                                          |
| 113mRu            | 130(18) keV         | 130(18) keV         | 130(18) keV         | 510(30) ms                   | (11/2-)       |                                                     |                                          |
| 114Ru             | 44                  | 70                  | 113.92428(25)#      | 0.53(6) s                    | 0+            |                                                     |                                          |
| 115Ru             | 44                  | 71                  | 114.92869(14)       | 740(80) ms                   |               |                                                     |                                          |
| 116Ru             | 44                  | 72                  | 115.93081(75)#      | 400# ms [>300 ns]            | 0+            |                                                     |                                          |
| 117Ru             | 44                  | 73                  | 116.93558(75)#      | 300# ms [>300 ns]            |               |                                                     |                                          |
| 118Ru             | 44                  | 74                  | 117.93782(86)#      | 200# ms [>300 ns]            | 0+            |                                                     |                                          |
| 119Ru             | 44                  | 75                  | 118.94284(75)#      | 170# ms [>300 ns]            |               |                                                     |                                          |
| 120Ru             | 44                  | 76                  | 119.94531(86)#      | 80# ms [>300 ns]             | 0+            |                                                     |                                          |